# Priekopa (powiat Sobrance)
Priekopa – wieś (obec) na Słowacji położona w kraju koszyckim, w powiecie Sobrance. 
Pierwsze wzmianki o miejscowości pochodzą z 1418 roku.
Według danych z dnia 31 grudnia 2012 roku, wieś zamieszkiwały 294 osoby, w tym 145 kobiet i 149 mężczyzn.
W 2001 roku pod względem narodowości i przynależności etnicznej 99,38% mieszkańców stanowili Słowacy, a 0,31Czesi.
Ze względu na wyznawaną religię struktura mieszkańców kształtowała się w 2001 roku następująco:
- Katolicy rzymscy – 35,6%
- Grekokatolicy – 58,2%
- Ewangelicy – 0,31%
- Prawosławni – 4,33%
- Ateiści – 0,62%
- Nie podano – 0,93%